# Laelia gigantea
Laelia gigantea är en fjärilsart som beskrevs av Butler 1885. Laelia gigantea ingår i släktet Laelia och familjen tofsspinnare. Inga underarter finns listade i Catalogue of Life.